# Bezpieczeństwo czynne pojazdu

Kontrolka aktywności ESP – jednego z elementów odpowiadających za bezpieczeństwo czynne pojazdu

Bezpieczeństwo czynne pojazdu (aktywne) – zespół cech pojazdu mechanicznego (np. samochodu) wpływających na zmniejszenie prawdopodobieństwa kolizji lub wypadku drogowego. W jego skład wchodzą zarówno układy uruchamiane przez kierowcę, jak i pracujące niezależnie. Elementy poprawiające bezpieczeństwo czynne to m.in.:
- konstrukcja zapewniająca widoczność (oświetlenie, okna, lusterka, wycieraczki), jak również zapewniająca ergonomię (dzięki której kierowca nie musiałby „odrywać” wzroku od drogi i rąk od kierownicy) oraz posiadająca właściwości aerodynamiczne zapewniające stateczność i docisk pojazdu do nawierzchni (np. spojler);
- układ kierowniczy[1], zawieszenie[2] oraz ogumienie[3] zapewniające sterowność oraz przyczepność do podłoża;
- układ hamulcowy wraz z układami wspomagającymi, korektorami siły hamowania oraz systemami kontroli trakcji pojazdu (np. ABS, AFU, ASR, CDS, EBD) włączonymi najczęściej w skład ESP;
- inteligentny tempomat (ACC) oraz systemy reagujące automatycznie w razie wystąpienia sytuacji niebezpiecznej (np. ostrzeganie o przeszkodach, awaryjne hamowanie przed przeszkodami, uruchamianie świateł awaryjnych w razie nagłego hamowania);
- systemy monitorujące kondycję psychofizyczną oraz poziom zmęczenia kierowcy;
- „zapas” mocy silnika umożliwiający przyspieszenie w razie zagrożenia.